# Swartzia pickelii
Swartzia pickelii är en ärtväxtart som beskrevs av Adolpho Ducke. Swartzia pickelii ingår i släktet Swartzia och familjen ärtväxter. Inga underarter finns listade i Catalogue of Life.